# Julius Hübner
Rudolf Julius Benno Hübner (27. januar 1806 i Öls i Schlesien – 7. november 1882 i Loschwitz ved Dresden) var en tysk historiemaler.
Hübner, der 1826 fulgte med sin lærer Friedrich Wilhelm von Schadow fra Berlin til Düsseldorf, var med sin reflekterende, stærkt litterært anlagte kunst ses f.eks. i Roland befrier Isabella fra 1828 efter Ludovico Ariosto, en af Düsseldorfskolens mest bekendte mænd; i sine nytestamentlige billeder stod han Nazarenerne nær. Kun i forholdsvis kortere tid umiddelbart knyttet til Düsseldorf, 1826— 29 og 1834—39, bidrog han gennem sin virksomhed i Dresden, hvor han længe virkede som akademiprofessor, fra 1871 som direktør for Malerigalleriet, meget til at give de Düsseldorfske malergrundsætninger større råderum; ved sine studier efter de venetianske mestre søgte han at skaffe større fylde i farven. Blandt hans religiøse arbejder kan nævnes: Som forfatter optrådte han med det ikke meget kritisk-videnskabelige katalog over Dresdens galleri, Bilder-Brevier der Dresdner Gallerie.
Hans søn Eduard Hübner, f. 27. maj 1842 i Dresden, uddannet bl.a. i Düsseldorf under sin onkel Bendemann, har virket som maler med bl.a. genrebilleder fra Capri, kirkelige værker, billedhugger og i kunstindustriens tjeneste.

## Værker

### Maleri
- Ruth og Naomi
- Skytsenglene, 1836
- Christus-Barnet, 1837
- Hiob og hans Venner, 1838, Frankfurt
- Den gyldne Tid, 1847, Dresdens Galleri
- Christi Opstandelse, 1844
- det store alterbillede 'Ser Lilierne paa Marken, Halle
- Den babylonske Hore
- Luther’s Disputats med Eck, 1866, Dresdens Galleri

Portrætter
- Wilhelm Schadow
- Th. Hildebrands familiebillede
- David Friedländer

## Galleri
- Luthers Disputats med Eck, 1863 - 1866
- David Friedländer, 1834
- Carl Friedrich Lessing, Carl Sohn og Theodor Hildebrandt,1839